# Evangelische Stiftung Alsterdorf

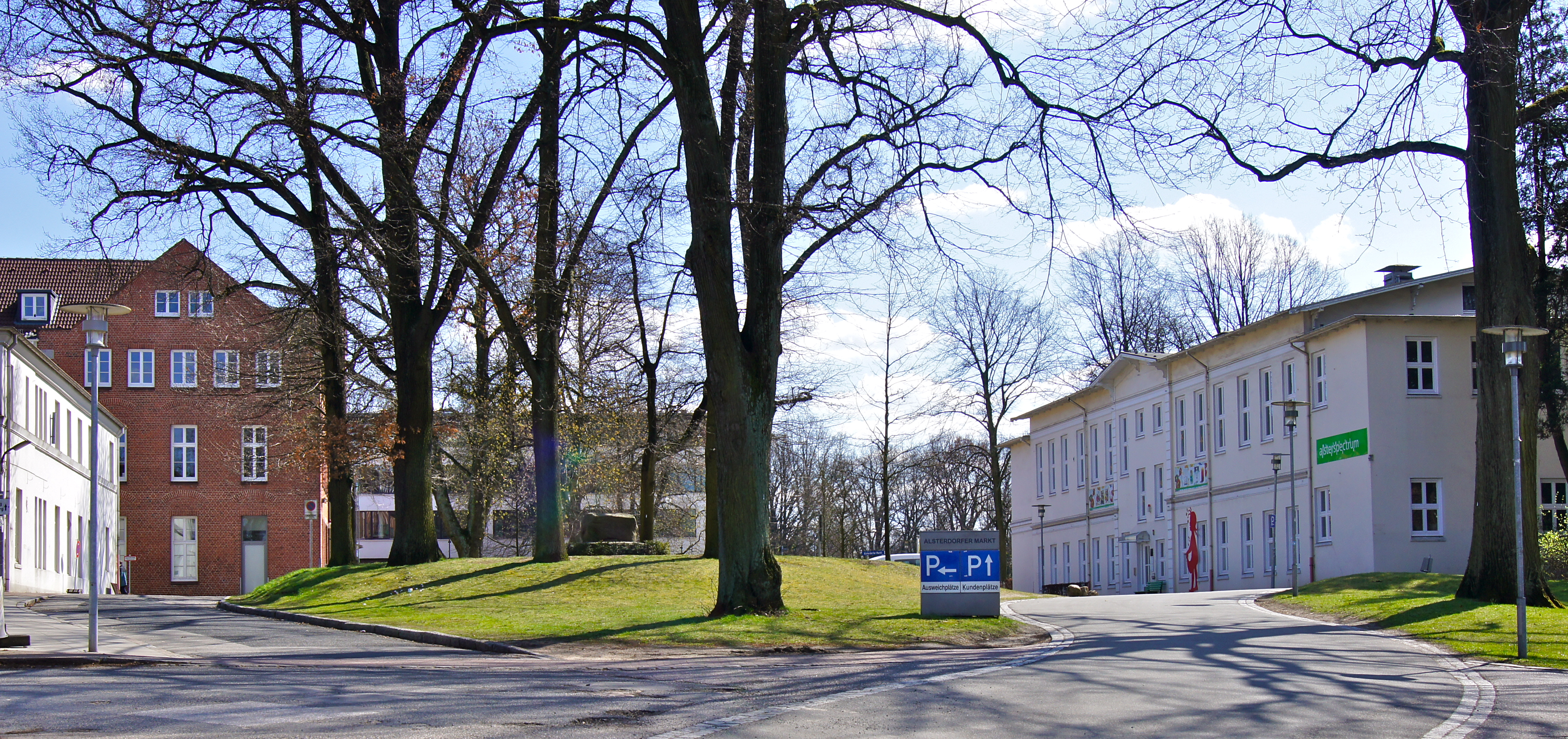
Alte und auf dem Hintergrund neue Gebäude der Stiftung

Die Evangelische Stiftung Alsterdorf ist eine Stiftung in Hamburg im Stadtteil Alsterdorf, bekannt ist sie in Hamburg vor allem unter dem früheren Namen Alsterdorfer Anstalten. Die Stiftung ist ein diakonisches Dienstleistungsunternehmen mit Angeboten für Beratung und Diagnostik, Wohnen und Assistenz, Bildung und Arbeit, Medizin, Pflege und Therapie für Menschen mit und ohne Behinderung. Sie gilt als eine der ältesten Einrichtungen der stationären Versorgung von Menschen mit geistigen Behinderungen in Deutschland. Seit April 2005 sind die Einrichtungen rechtlich selbstständige, gemeinnützige Gesellschaften.

## Geschichte

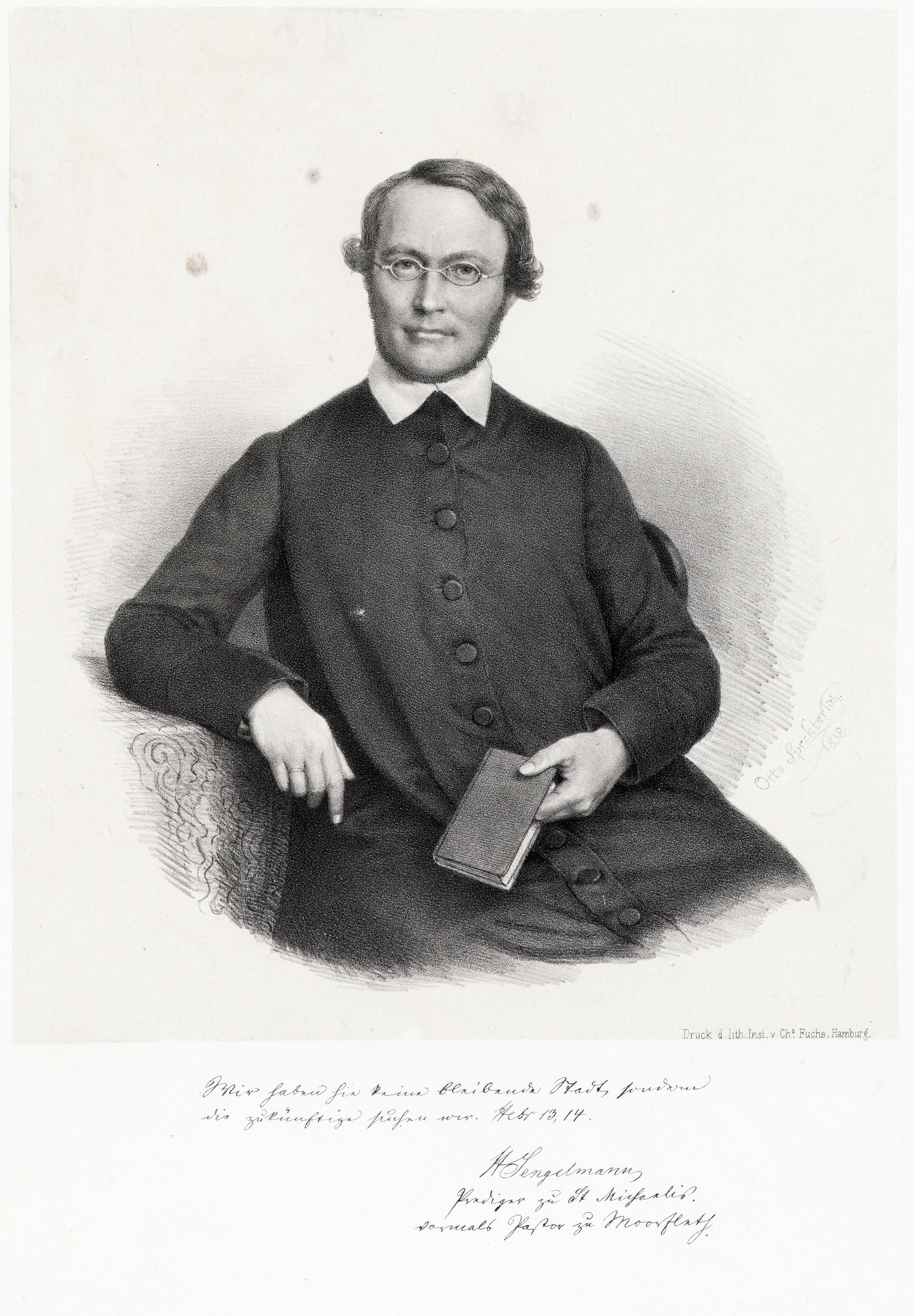
Gründer: Heinrich Matthias Sengelmann

### Gründerjahre (1850–1899)
Die Anfänge der Evangelischen Stiftung Alsterdorf gehen zurück auf das Jahr 1850. Am 16. April gründete der junge Pastor Heinrich Matthias Sengelmann in seinem Pfarrhof der kleinen Elbgemeinde Moorfleet eine „Christliche Arbeitsschule“. Er nahm geistig gesunde, aber sozial benachteiligte Kinder auf, unterrichtete sie in Kulturtechniken und vermittelte ihnen Kenntnisse und Fertigkeiten in Handwerk und Landwirtschaft.
Als er 1853 Pastor an der Hamburger St.-Michaelis-Kirche wurde, wandelte er seine Arbeitsschule in das „St.-Nikolai-Stift“ um. 1860 kaufte Sengelmann den Alten Brauhof in Alsterdorf und verlegte das St.-Nikolai-Stift dorthin. Nach Aufbau einer Gartenbauschule gründete er die Alsterdorfer Anstalten.

### Verantwortung für den Nächsten

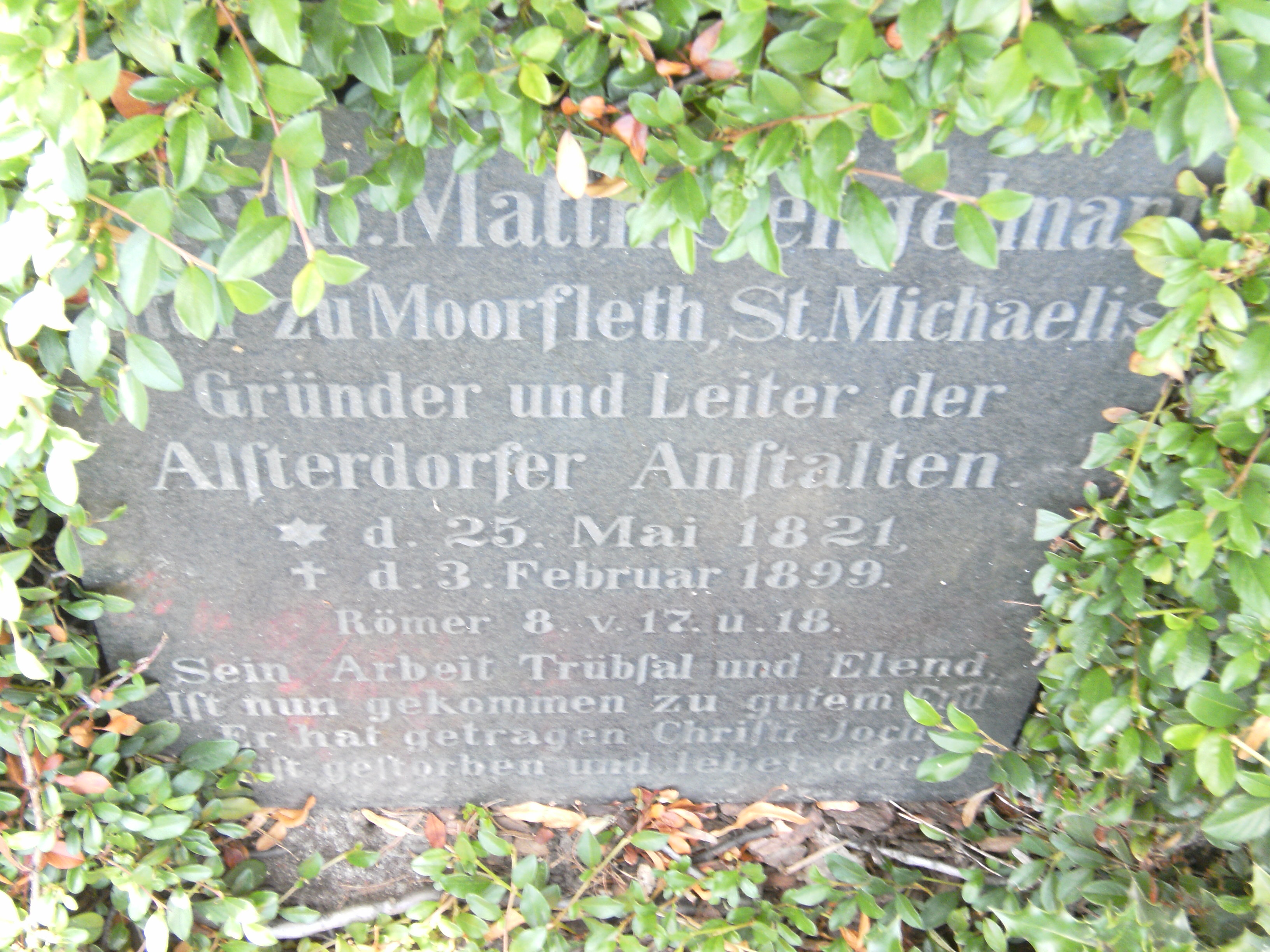
Hamburg-Moorfleet, Moorfleeter Kirchweg, Friedhof Moorfleet. Grab Heinrich Matthias Sengelmann

Als Seelsorger an der St. Michaelis-Kirche besuchte Sengelmann häufig das Hamburger Gängeviertel. In den ärmlichen Wohnquartieren aus dem 17. Jahrhundert traf er auf den geistig behinderten Carl Koops. Sengelmann erkannte die fehlenden Entwicklungschancen des Jungen.
Nach vergeblichen Versuchen, für ihn eine Pflegefamilie zu finden, startete er einen Spendenaufruf zur Gründung eines Asyls. Mit dem Geld kaufte er weiteres Gelände in Alsterdorf und baute ein kleines Fachwerkhaus, in das am 19. Oktober 1863 vier geistig behinderte Jungen und ein Hausvater einzogen. Die Behindertenbetreuung wurde bald Schwerpunkt der Alsterdorfer Arbeit. 1867 gab Sengelmann sein Predigeramt am Michel auf, um als unbesoldeter Direktor den Ausbau der Anstalten zu gestalten. Durch Erbschaften ein recht vermögender Mann geworden, brachte er sein gesamtes Privatvermögen als Darlehen, später als Erbe in die Stiftung ein.
Eine rege Bautätigkeit, die systematische Ausbildung geeigneter Mitarbeiter und die Entwicklung differenzierter pädagogischer Programme auf der Grundlage des damaligen Wissens begann. Sengelmanns Auffassung von Bildungsfähigkeit war weit gefasst: Er unterrichtete geistig behinderte Menschen und beschäftigte sie in Werkstätten, Gärtnerei und Landwirtschaft. 1895 holte er einen der führenden Heilpädagogen seiner Zeit, den Lehrer Johannes Paul Gerhardt, als Schulleiter nach Alsterdorf. Dieser baute den Unterricht mit Vorschule, Klassen für geistig und lernbehinderte Kinder und Angeboten der Erwachsenenbildung in den Wintermonaten mustergültig aus. Als Sengelmann 1899 starb, lebten mehr als 600 geistig, körperlich und seelisch behinderte Menschen sowie 140 Mitarbeiter und ihre Familien in den Alsterdorfer Anstalten.
Die Stiftung wurde weit über die Grenzen Hamburgs hinaus bekannt.

### Schwierige Zeiten (1899–1932)
Pastor Paul Stritter, der Nachfolger Sengelmanns, passte zunächst den Ausbau der Anstalten der allgemeinen wirtschaftlichen und technischen Entwicklung des neuen Jahrhunderts an. Er ließ große massive Wohnhäuser bauen mit Schlafsälen für bis zu 100 Personen. Die Alsterdorfer brauchten Platz, denn in nur 15 Jahren nach Sengelmanns Tod wurden weitere 400 Personen aufgenommen. 1914 – mit Ausbruch des Ersten Weltkrieges – lebten 1.000 Menschen in den Anstalten. Die Zeit des Krieges und der Inflation danach bewältigten sie dank eigener leistungsfähiger Landwirtschaft ohne Hungersnot – die Einrichtung war weitgehend selbstversorgend. Allerdings forderten Grippe- und Tuberkulose-Epidemien mehr als 300 Todesopfer.

#### Medizin statt Pädagogik
1913 schenkte der Hamburger Senat anlässlich des 50-jährigen Jubiläums der Stiftung ein neues Schulhaus. Es wurde im März 1914 seiner Bestimmung übergeben. Drei Monate später begann der Erste Weltkrieg. Der regelmäßige Schulunterricht wurde eingestellt, das Gebäude als Militärlazarett hergerichtet. Zwar begann 1918 wieder ein begrenzter Unterricht, die Schule erhielt ihre personelle und räumliche Ausstattung jedoch nicht wieder. Die Pädagogik hatte bei den Verantwortlichen nicht mehr die Priorität wie zu Sengelmanns Zeiten – sie setzten verstärkt auf Forschung und medizinische Behandlungs- und Heilmethoden. Schulleiter Johannes Gerhardt verließ 1920 enttäuscht die Stiftung.

#### Sozialdarwinismus
1920 erschien auf dem Büchermarkt eine kleine Schrift: Freigabe der Vernichtung lebensunwerten Lebens. Seine Wurzeln hatte das Gedankengut der Autoren, des Strafrechtlers Karl Binding und des Psychiaters Alfred Hoche, im sogenannten Sozialdarwinismus, der um die Jahrhundertwende auch in Deutschland rasche Verbreitung fand. Seine Anhänger übertrugen die Theorie Darwins, wonach das Kranke und Schwache in der Natur durch natürliche Auslese zugrunde geht, auf gesellschaftliche Verhältnisse. Durch systematische Auswahl „wertvollen“ Erbgutes wollten sie eine Verbesserung der eigenen Rasse erzielen, „minderwertiges“ Erbgut auslöschen. Aus Kosten- und Nützlichkeitsgründen forderten die Autoren die Tötung unheilbar Kranker und die „Vernichtung lebensunwerten Lebens“. Die politisch wie wirtschaftlich schwierigen 20er-Jahre erwiesen sich als geeigneter Nährboden für diese radikalen Thesen – trotz energischer Proteste aus Fachkreisen. Die Alsterdorfer hatten zunächst andere Sorgen: Die Stadt Hamburg kam näher. Ein Grundsatz der Stiftungsarbeit – das Leben fernab von den „Anfechtungen der Großstadt“ – wurde damit hinfällig. Die Anstalten verkauften landwirtschaftlich genutztes Gelände in Alsterdorf und erwarben mit dem Erlös das „Adelige Gut Stegen“ am oberen Alsterlauf. Stritter hatte vor, die gesamte Einrichtung umzusiedeln, was sich dann jedoch als finanziell undurchführbar erwies. So wurde das 250 ha große Gut Stegen die erste landwirtschaftliche Außenstelle. 1930 ging Paul Stritter in den Ruhestand. In seine Amtszeit fiel der erste grundlegende Paradigmenwechsel der Behindertenhilfe: Die immer stärker werdende Dominanz der Medizin zu Lasten der Pädagogik. Gegen Ende der 20er-Jahre war jeder Ausbau der Versorgung eng gekoppelt mit ärztlichen Sichtweisen und medizinischen Heilungsgedanken.

### Zeit des Nationalsozialismus (1933–1945)
Die Stiftung wurde ab 1930 unter Direktor Friedrich Karl Lensch, evangelischer Theologe, bis 1927 Seemannspastor, Oberscharführer der SA, Volkssturmführer, Mitglied in der Deutschen Arbeitsfront und der Nationalsozialistischen Volkswohlfahrt und Nazi-Pastor, geführt. Unter ihm wurden die Anstalten zu einem „Spezialkrankenhaus für alle Arten geistiger Defektzustände“ und „Nationalsozialistischen Musterbetrieb“, Lensch erhielt ein Gaudiplom für hervorragende Leistungen. Gerhard Kreyenberg, Mitglied der NSDAP und SA, Gaustellenleiter der Rassenhygienischen Forschungsstelle der NSDAP und Gutachter und Beisitzer des Erbgesundheitsgerichts in Hamburg, war seit 1931 Leitender Oberarzt, später Mitglied des Vorstandes und schließlich Stellvertreter des Direktors der Anstalten. Er unterwarf dort zahlreiche Bewohner zwangsweise experimentellen Behandlungen: Röntgenbestrahlungen des Gehirns, Insulin- und Cardiazol-Schockbehandlungen, Dauerbäder, Schlaf- und Fieberkuren. Auch außerhalb der Anstalten unterstützte er die Zwangssterilisation von geistig Behinderten, Landstreichern, Bettlern, „Zigeunern“, Prostituierten, Homosexuellen und Hilfsschülern.

#### Sterilisation und Euthanasie
Seit Ende des 19. Jahrhunderts hatte sich weltweit in Wissenschaft und öffentlicher Meinung zunehmend die Auffassung durchgesetzt, bei der Entstehung von Behinderungen und Erkrankungen spiele Vererbung im Gegensatz zur Umwelt die bei Weitem überragende Rolle. Nach der Machtergreifung beansprucht das totalitäre NS-Regime das Recht, aus seiner Sicht derart „minderwertiges Leben“ zu Gunsten der Gesunden und Leistungsfähigen „arischer Rasse“ von Staats wegen zu unterdrücken und schließlich aus dem „Volkskörper“ zu entfernen. Der nationalsozialistische Staat wird auch in der christlichen Anstalt Alsterdorf voll und ganz bejaht: Die meisten Mitarbeiter sind Parteigenossen, Mitglieder der SA, der SS oder anderer Gliederungen der Partei. Das „Gesetz zur Verhütung erbkranken Nachwuchses“ von 1933 wird in Alsterdorf begrüßt und zunächst in Form von Zwangssterilisationen in die Tat umgesetzt. Die evangelischen medizinischen Anstalten erhalten zahlreiche nationalsozialistische Auszeichnungen.

#### Deportation und Vernichtung

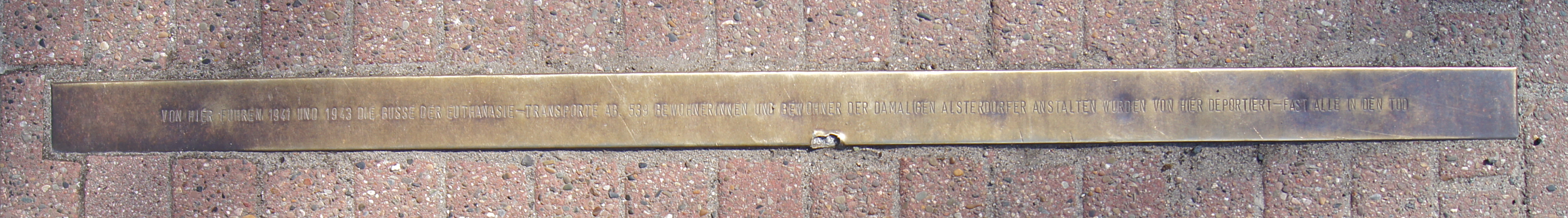
„Stolperschwelle“ auf dem Bürgersteig der Dorothea-Kasten-Straße. Inschrift: „Von hier fuhren 1941 und 1943 die Busse der Euthanasie-Transporte ab. 539 Bewohnerinnen und Bewohner der damaligen Alsterdorfer Anstalten wurden von hier deportiert - Fast alle in den Tod“

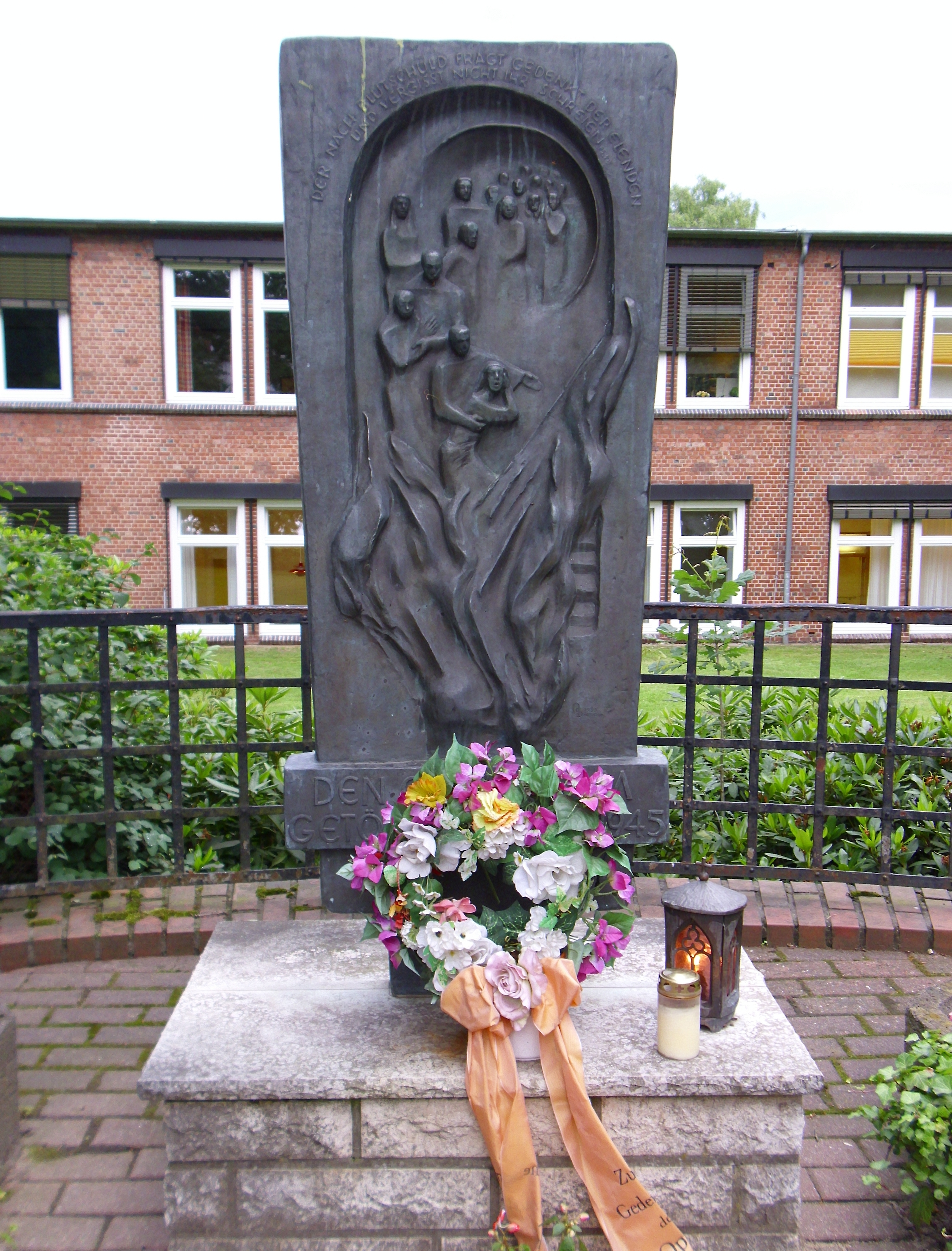
Gedenkstein zur Erinnerung an die Euthanasieopfer in den damaligen Alsterdorfer Anstalten. Inschriften: „Den gewaltsam Getöteten 1938-1945“, „Der nach Blutschuld fragt, gedenkt der Elenden und vergisst nicht ihr schreien. Psalm 9,13“

1938 – nur wenige Tage nach dem 75-jährigen Stiftungsjubiläum – wurden ohne äußeren Druck 22 jüdische Bewohner selektiert und in andere Einrichtungen zur dortigen Ermordung verlegt. Ein Jahr später, die Stiftung hatte inzwischen 1900 Bewohner, wurden im Schatten des Zweiten Weltkrieges die NS-Vernichtungsaktionen ausgeweitet, 1940 begann die systematische Euthanasie. Unter Lensch als Direktor und ausgewählt von Kreyenberg, wurden 1941 insgesamt 71 Bewohner, im August 1943 nach den schweren Bombenangriffen auf Hamburg weitere 469 Bewohner der Alsterdorfer Anstalten in solche Anstalten deportiert, die eigens zur Tötung der Neuankömmlinge eingerichtet worden waren. Die meisten dieser Deportierten waren Erwachsene, die Euthanasie-Ärzte durch systematisches Verhungernlassen und Überdosierung von Medikamenten ermordeten. Erwachsene und Kinder wurden auch in die Fachabteilung des Krankenhauses Rothenburgsort verlegt, wo sie Opfer medizinischer Experimente und der sogenannten Kinder-Euthanasie wurden.

#### Wandbild des arischen Christus
Hinter dem Altar der neogotischen Backsteinkirche St. Nicolaus auf dem Gelände der Alsterdorfer Anstalten befand sich ein großes Wandbild, 1938 von Lensch entworfen und ausgeführt. Es zeigt das Bild eines athletischen „arischen“ Christus am Kreuz. Die somit in „Verkörperung der nordischen Rassenseele“ nach Alfred Rosenberg und Walter Grundmann „entjudete“ Darstellung des Christus ist umgeben von zwölf weißgewandeten Gemeindemitgliedern, alle mit Heiligenschein – ausgenommen drei als behindert Dargestellte. Die drei Behinderten stehen außerhalb der vollwertigen Gemeindemitglieder. Sie werden als minderwertig angesehen. Nach jahrelanger Diskussion und Abwägung entschied sich die Stiftung 2021, das Bild aus der Kirche herauszutrennen und einige Meter dahinter in einer künstlerisch gestalteten Vertiefung hinter Glas eingelassen zu platzieren. Hier wird es losgelöst vom Kirchenraum mit Informationstafeln präsentiert. Die Altarwand, wo vormals das Bildnis war, ist jetzt aus Glas ohne Motiv. Man sieht dadurch die Rückseite des Bildes, auf der die Namen aller in der NS-Zeit ermordeten Bewohnerinnen und Bewohner der Einrichtung stehen.

### Die Anstalt (1946–1979)

#### Technischer Wiederaufbau
Die Jahre nach dem Zweiten Weltkrieg waren geprägt vom Wiederaufbau der schwer zerstörten Häuser auf dem Stiftungsgelände. Viele der Gebäude waren lediglich mit Notdächern versehen. Unter der Leitung des neuen Direktors Oberkirchenrat Volkmar Herntrich begann eine rege Bautätigkeit: Die Kirchliche Hochschule bekam ihren Sitz in Alsterdorf. Neubauten für Mitarbeiter und Schwesternschaft sowie die neue Kinderpflegerinnen-Schule entstanden. Das Evangelische Krankenhaus Alsterdorf – im Vorfeld des Krieges ausgebaut und für die umliegende Bevölkerung geöffnet – konnte seinen Betrieb fortsetzen. Wirtschaftsgebäude wurden instand gesetzt. Die Sonderschule nahm in provisorischen Baracken ihre Arbeit wieder auf.

#### Geistiger Neuanfang
Lensch und Kreyenberg traten 1945 auf eigenen Wunsch von ihren Ämtern zurück, strafrechtliche Ermittlungsverfahren gegen beide wurden 1972 ohne Anklage eingestellt. Lensch war von 1947 bis 1963 Gemeindepfarrer in Hamburg-Othmarschen. Kreyenberg durfte von 1945 bis 1948 nicht ärztlich tätig sein, 1952 eröffnete er im Stadtteil Alsterdorf eine Arztpraxis und erstritt sich vor Gericht Belegbetten in den Alsterdorfer Anstalten. Fast zwei Jahrzehnte lang war er zudem Gutachter in Wiedergutmachungsverfahren nach Zwangssterilisation. Ende der 50er-Jahre – Direktor war inzwischen Pastor Julius Jensen – plante die Stiftungsleitung in enger Kooperation mit der Stadt Hamburg den Bau der Teilanstalt Stegen (das heutige Heinrich Sengelmann Krankenhaus), eine 1000-Betten-Klinik für psychisch kranke Langzeitpatienten vor den Toren Hamburgs. Die ersten beiden Bauabschnitte mit einem Drittel der ursprünglich geplanten Betten wurden in den 1960er-Jahren realisiert, dann überholten neuere Erkenntnisse die alten Pläne. Anfang der 60er-Jahre rückten therapeutische Ansätze wieder in den Vordergrund. Die Systematik, mit der Sengelmann zu seiner Zeit behinderte Menschen gefördert und beschäftigt hatte, war weitgehend verlorengegangen. Beschäftigungstherapie und Arbeitstherapie (heute „alsterarbeit“) wurden aufgebaut. Die meisten der 1200 Bewohner lebten jedoch in engen, wenig behindertengerechten Räumlichkeiten. Eine Situation, die gezielte Förderung fast unmöglich machte. Ein Generalbebauungsplan für das Stiftungsgelände sollte Abhilfe schaffen. Dem Zeitgeist entsprechend ersetzten drei Hochhäuser die alten Wohngebäude – z. T. mit zwanzigjähriger Verzögerung. Sie lösten zwar die alten Schlafsäle ab, stellen heutzutage jedoch eine erhebliche Altlast dar.

#### Früherkennung und Pädagogik
Seit 1968 war Pastor Hans-Georg Schmidt Direktor der Alsterdorfer Anstalten. In seine Amtszeit fielen – neben dem Bau der drei Hochhäuser – weitreichende Entscheidungen: Mit erheblicher finanzieller Unterstützung von Versandhausgründer Werner Otto entstand auf dem Alsterdorfer Gelände 1974 ein Zentrum zur Früherkennung und Behandlung von Behinderungen. Das Werner Otto Institut verfügt über eine interdisziplinär arbeitende diagnostische und therapeutische Ambulanz, eine kleine Klinik und den ersten Integrationskindergarten in der Hansestadt. Das Sozialpädiatrische Zentrum ist das erste ambulante Angebot der Stiftung für Familien mit behinderten Kindern.

#### „Schlafsaalatmosphäre“
Die Behindertenhilfe der Stiftung ist zu dieser Zeit – baulich und personell – wie ein Großkrankenhaus organisiert. Medizinische und pflegerische Aspekte dominieren, persönliches Eigentum und Privatsphäre der Bewohner sind ein Privileg, in dessen Genuss nur wenige kommen. Zwar schwappte Anfang der 70er-Jahre der Normalisierungsgedanke aus Skandinavien auch nach Deutschland herüber. Er setzte sich in den großen Anstalten aber nur zögerlich durch. Immerhin: 1975 entstand in unmittelbarer Nachbarschaft des Stiftungsgeländes die erste Außenwohngruppe. Im gleichen Jahr nahm die Heilerzieher-Schule ihre Ausbildung auf. Ganzheitliche und pädagogische Sichtweisen kamen mit den Absolventen in die Alltagsarbeit, ließen sich aufgrund des vorhandenen Umfeldes jedoch kaum umsetzen. Forderungen aus der Mitarbeiterschaft nach grundlegenden inhaltlichen Veränderungen – der Umsetzung des Normalisierungsgedankens – wurden immer lauter. Ein sogenannter Kollegenkreis formierte sich.
Die Forderungen der Alsterdorfer Mitarbeiter Ende der 70er-Jahre lesen sich heute wie Selbstverständlichkeiten: Gründung von Wohngruppen in den Stadtteilen, Aufhebung der Geschlechtertrennung in den Wohnungen, Schaffung von Förderangeboten für Menschen mit sehr schweren Behinderungen.

#### Der „Zeit-Skandal“ und seine Folgen
1979 erschien im ZEIT-Magazin eine Reportage über katastrophale Lebensbedingungen sehr schwer behinderter Menschen in Alsterdorf. Die Reaktion der Öffentlichkeit brachte Stiftungsleitung und aufsichtsführende Behörde in massiven Rechtfertigungs- und Erklärungsdruck. Anstaltsleiter Pfarrer Schmidt gab im Mai 1979 zu, dass Behinderte angeschnallt und geschlagen und dass Beruhigungsmedikamente auch ohne medizinische Notwendigkeit verabreicht worden seien. Er erklärte diese Missstände mit zu geringer Personaldichte und mangelnder Ausbildung des vorhandenen Personals. Der Pflegesatz der Stiftung, bis dahin der niedrigste aller Einrichtungen der Behindertenhilfe in Hamburg, wurde durch die damalige Sozialbehörde erhöht. Außerdem wurde der Stiftung ein Kredit gewährt für den Neubau eines Hauses, das die Wohnplatzsituation verbesserte. Das sechsstöckige Carl-Koops-Haus wurde 1982 eingeweiht und bietet ca. 220 Menschen Wohnmöglichkeiten in 2-3-Bettzimmern – für die vorhandene Schlafsaalsituation eine Verbesserung. Trotzdem galt das Carl-Koops-Haus schon damals als nicht besonders behindertengerecht.
Inzwischen (2011–2012) wurde das Carl-Koops-Haus komplett abgerissen. An der Stelle entsteht zurzeit ein technischer Funktionsbau.

#### Wohnangebote in den Stadtteilen Hamburgs
Anfang der 80er-Jahre zogen zudem immer mehr Wohnverbünde vom Stiftungsgelände in Hamburgs Stadtteile. Eine erste Gruppe mit stark auffälligen Bewohnern siedelte sich im Hamburger Umland an. Die frei gewordenen Räumlichkeiten auf dem Stiftungsgelände ermöglichten eine Auflockerung der Belegung – jahrelang hatte die Stiftung einen Aufnahmestopp. Bessere personelle und räumliche Ausstattung, intensive Zuwendung und moderne pädagogische Konzepte verbesserten die Lebensbedingungen der geistig behinderten Bewohner in der Stiftung in den 80er-Jahren erheblich.

#### Integrative Erziehung
1981 endete auch ein anderes jahrzehntelanges Provisorium: Die Sonderschule zog aus den Nachkriegsbaracken in einen großräumigen Schulneubau. Jetzt wurden – auch wenn sie dem Schulalter z. T. längst entwachsen waren – sehr schwer behinderte Bewohner eingeschult. 10 Jahre später endete die Ära der Heim-Sonderschule, denn in der Stiftung lebten kaum noch Kinder im schulpflichtigen Alter. Die Verantwortlichen gründeten 1989 Hamburgs erste Grundschule mit Integrationsklassen und benannten die Schule nach Johann Bugenhagen, den Weggefährten Luthers und Kirchen- und Schulreformer. 1995 setzte die Bugenhagen-Schule den Integrationsgedanken auch im Gesamtschulbereich fort. Bereits einige Jahre vorher reformierte sie ihren Sonderschulzweig.

#### Ein neuer Vorstand
1982 trat Pastor Hans-Georg Schmidt zurück. Interimsdirektor wurde für ein Jahr Lübecks späterer Bischof Karl Ludwig Kohlwage. 1983 übernahm der Hamburger Propst Rudi Mondry den Vorsitz im inzwischen dreiköpfigen Vorstand. Mondry sorgte für die Aufarbeitung der Alsterdorfer Geschichte und trieb die konzeptionelle Weiterentwicklung der Behindertenhilfe konsequent voran. Deren Regionalisierung wurde 1989 Programm. In seine Amtszeit fiel auch die Änderung des Stiftungsnamens: 1988: Aus den Alsterdorfer Anstalten wurde die Evangelische Stiftung Alsterdorf.

### Neue Wege 1990–2003

#### Sanierung und Zukunftssicherung
Anfang der 90er-Jahre wurden wirtschaftliche Schwierigkeiten deutlich: Seit Jahren waren die Ausgaben der Stiftung höher als die Einnahmen – nicht alle Veränderungen wurden refinanziert und es fehlte ein klares Budgetmanagement für die einzelnen Bereiche.
Der Spardruck erhöhte sich. 1992 diskutierten mit äußerster Schärfe Mitarbeiter und Öffentlichkeit die Gehälter der Alsterdorfer Vorstandsmitglieder. Auf dem Höhepunkt der Kampagne trat Rudi Mondry zurück. 1993 übernahm ein vierköpfiger Vorstand die Geschäftsführung. Seit April 1995 führten Vorstandsvorsitzender Rolf Baumbach († 2006) und sein Stellvertreter Wolfgang Kraft die Stiftung. Sie leiteten mit Unterstützung von Senat, Kirche und Banken eine umfassende Sanierung ein, die zwei Jahre später abgeschlossen war. Die Zukunftssicherung der Stiftung setzte sich 1998 fort: Vorstand, Mitarbeitervertretung und ÖTV vereinbarten einen gemeinsamen Prozess der Binnenmodernisierung und schlossen das Bündnis für Investition und Beschäftigung. In ihm verzichteten alle Mitarbeiter fünf Jahre lang auf Tariferhöhungen und investierten 50 Millionen Mark in Neubauten. Im Gegenzug verzichtete die Stiftungsleitung auf betriebsbedingte Kündigungen und die Ausgliederung von Betriebsteilen. Das Bündnis endete am 31. Dezember 2003.

#### Mehr Rechte für mehr Selbstständigkeit
Ein neues Betreuungsgesetz (1. Januar 1992) wurde verabschiedet. Es sollte mehr Eigenverantwortung für den einzelnen behinderten Menschen schaffen, besonders in Bezug auf seine Rechtsfähigkeit.
Neue Konzepte in der Behindertenhilfe entstanden: Im Zentrum steht der Mensch mit Behinderung, der mit weitestgehender Selbstständigkeit sein Leben mit professioneller Unterstützung planen und entwickeln soll. Dies wurde in einem europäischen Gemeinschaftsprojekt zwischen Belgien, den Niederlanden und Deutschland mit dem Titel „Community care“ erprobt. (Die Evangelische Stiftung Alsterdorf war an diesem Projekt mitbeteiligt.) Der Grundgedanke dieses Projektes zielte besonders auf die Struktur von Großeinrichtungen ab. Ziel war es, die vorgehaltenen Angebotsstrukturen in solchen Einrichtungen in flexible, nachfrageorientierte Assistenz und Dienstleistungen umzuwandeln. Der behinderte Mensch im Mittelpunkt kauft sich seine ihm gemäßen Assistenz- und Unterstützungsangebote selbst, oder durch einen Betreuer ein. Solche Modelle wurden in Dänemark und Schweden schon seit den 80er-Jahren umgesetzt.

#### Vom Betreuten zum Kunden
Die Reform des § 93 des Bundessozialhilfegesetzes, der in seiner neuen Form 1999 in Kraft trat, veränderte die Situation der Behindertenhilfe erneut. Der hilfebedürftige Mensch wird in den neuen Gesetzestexten zum „Leistungsnehmer“. Pflegeanteile in der Betreuung behinderter Menschen sollen aus dem Pflegesatz herausgerechnet werden und aus den Kassen der Pflegeversicherung finanziert werden. Die Anbieter der Behindertenhilfe müssen ihre Dienstleistungen in Form von präzisen Leistungs- und Maßnahmenbeschreibung dem Kunden, also dem Menschen mit Behinderung und/oder seinem Betreuer und vor der Behörde anbieten. Dadurch gibt es keine Bevorzugung von freien, gemeinnützigen Trägern mehr, das bedeutet, alle Anbieter haben die gleiche Ausgangsposition. Ob sich diese Veränderungen in den nächsten Jahren bewähren werden, wird sich an ihrer praktischen Umsetzung und vor allem an der Meinung der Kunden messen lassen müssen.

#### Operative Bereiche und Tochtergesellschaften der Stiftung
Unmittelbar bei der Stiftung verbleiben als operative Bereiche zunächst nur die Kinder- und Jugendhilfe mit ihren Schulen und Kindertagesstätten, das Beratungszentrum und das Therapiezentrum der Stiftung sowie das Betreute Wohnen für psychisch Kranke. Alle Dienstleistungsangebote der Stiftung, einschließlich der zehn neuen Tochtergesellschaften, bleiben jedoch im Rahmen des Unternehmensverbundes der Stiftung eng verbunden. Dafür sorgen, äußerlich deutlich erkennbar, das gemeinsame Corporate Design sowie einheitliche Regelungen wie Leitbild und Unternehmensgrundsätze, die für alle Leistungsbereiche und Tochtergesellschaften bindend sind. Damit sind auch in der Zukunft strategische Themenfelder wie Controlling, Grundsätze der Personalführung oder Öffentlichkeitsarbeit einheitlich geregelt. Auch die Vermögensverwaltung, also das Management der Grundstücke und Gebäude, verbleiben in der Verantwortung der Stiftung. Teil des Stiftungsverbundes sind zudem weitere Tochtergesellschaften einzelner Bereiche, so diverse Integrationsbetriebe, die Arbeit und Beschäftigung in unterschiedlichen Arbeitsfeldern vorhalten, oder Firmenbeteiligungen. Und auch die gewerblichen Tochtergesellschaften, die in den vergangenen Monaten und Jahren entstanden sind, bleiben Unternehmen der Evangelischen Stiftung Alsterdorf.

## Zahlen und Fakten
Die Stiftung beschäftigt in ihren operativen Bereichen, den Tochter- und Enkelgesellschaften sowie ihren Service- und Funktionsangeboten rund 4000 Mitarbeiter. Die Stiftung sowie ihre dem Satzungszweck dienenden Gesellschaften sind Mitglied im Diakonischen Werk sowie im Verband kirchlich diakonischer Anstellungsträger. In ihren Arbeitsverhältnissen gilt der mit der Gewerkschaft ver.di – Vereinte Dienstleistungsgewerkschaft abgeschlossene Tarifvertrag KTD.

## Teilunternehmen
- Alsterdorf assistenz west gGmbH
- Alsterdorf assistenz ost gGmbH
- prosocial gGmbH
- alsterarbeit gGmbH
- Evangelisches Krankenhaus Alsterdorf gGmbH
- Heinrich Sengelmann Krankenhaus gGmbH
- Werner Otto Institut gGmbH
- tohus gGmbH
- Evangelische Stadtmission Kiel gGmbH
- Diakonie- und Sozialstation HamburgStadt gGmbH

## Tochterunternehmen
- Alsterdorf Finanz- und Personalkontor GmbH
- AlsterFood GmbH
- AlsterDienst ein Bereich der AlsterFood GmbH
- Alster-Service-Center GmbH
- CareFlex GmbH
- facility management GmbH
- Restaurant Kesselhaus
- theravitalis alsterdorf

## Filme
- 1927 Die Alsterdorfer Anstalten in Hamburg (Dokumentarfilm) – Vera-Filmwerke

## Bekannte Mitarbeiter
- Otto Brodde (1910–1982), Kirchenmusiker